# Pandanus arrectialatus
Pandanus arrectialatus är en enhjärtbladig växtart som beskrevs av Harold St.John. Pandanus arrectialatus ingår i släktet Pandanus och familjen Pandanaceae.
Artens utbredningsområde är Vanuatu. Inga underarter finns listade.